# André Marie
André Marie, född 3 december 1897, död 12 juni 1974, var en fransk politiker. Han var konseljpresident i fjärde republiken mellan den 26 juli 1948 och den 5 september 1948.